# Sarcophaga ornatijuxta
Sarcophaga ornatijuxta är en tvåvingeart som beskrevs av Richet, Pape och Blackith 1995. Sarcophaga ornatijuxta ingår i släktet Sarcophaga och familjen köttflugor.
Artens utbredningsområde är Frankrike. Inga underarter finns listade i Catalogue of Life.